# Station Wien Matzleinsdorfer Platz
Station Wien Matzleinsdorfer Platz is een halte van het S-Bahn- en tramnetwerk in het zuidwesten van de Oostenrijkse hoofdstad Wenen. Het tweesporige station maakt deel uit van de S-Bahn Stammstrecke en ligt pal tussen stations Wien Meidling en Wien Hauptbahnhof in. Onder het station in een tunnel ligt het tramstation. Sinds 2009 stoppen aan deze halte ook regionale treinen van de ÖBB.